# 賓尼 (伊利諾伊州)
賓尼（英語：Binney）是位於美國伊利諾伊州麥迪遜縣的一個非建制地區。該地的面積和人口皆未知。

## 地理
賓尼的座標為38°59′24″N 89°43′38″W / 38.99000°N 89.72722°W，而該地的平均海拔高度為185米（即607英尺）。